# 滇西灰绿黄堇
滇西灰绿黄堇（学名：Corydalis adunca sp. microsperma）为罂粟科紫堇属下的一个亚种。

## 扩展阅读
- 維基物種上的相關：滇西灰绿黄堇